# 莞龙路
莞龙路连接廣東省东莞市市區至東莞市石龙鎮的一条一级公路，为东莞市四大主要干道之一。莞龙路為東莞市路網的里程碑。由於基礎相對差，公共運輸成了制約東莞發展的瓶頸。因此在1980年的時候，東莞市政府決定以莞龍路為試點，把沙土路改造為水泥路，從此揭開了東莞路網的第一個建設高潮。